# Țara Silvaniei

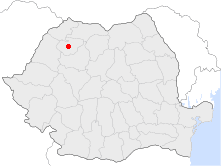
Amplasarea Ţării Silvaniei în România

Țara Silvaniei sau Silvania este zona dealurilor Silvaniei localizată în totalitate pe teritoriul județului Sălaj, în zona de contact a Crișanei cu Transilvania. 

## Geografie

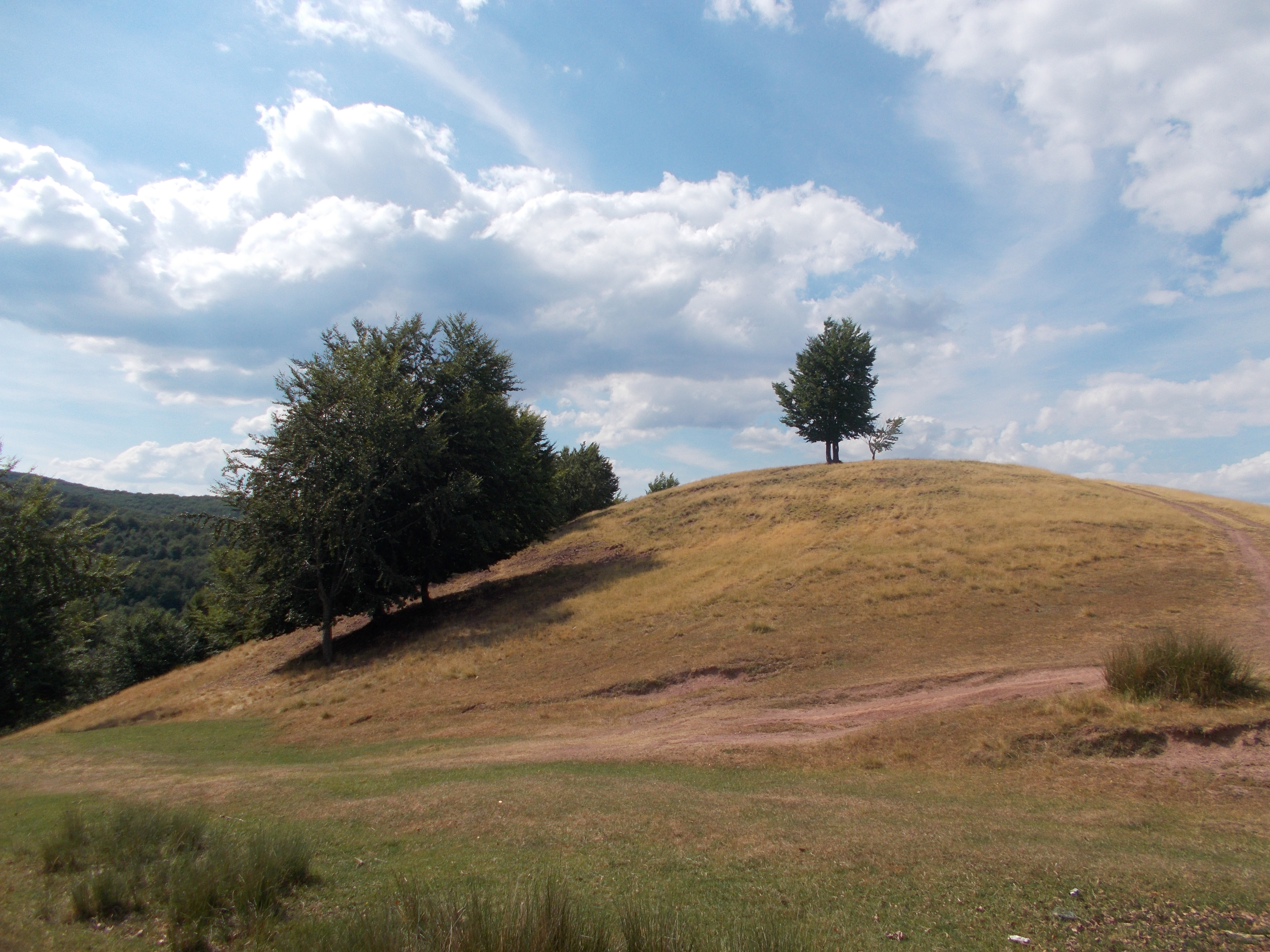
Rezervația peisagistică Tusa-Barcău, Munții Plopiș

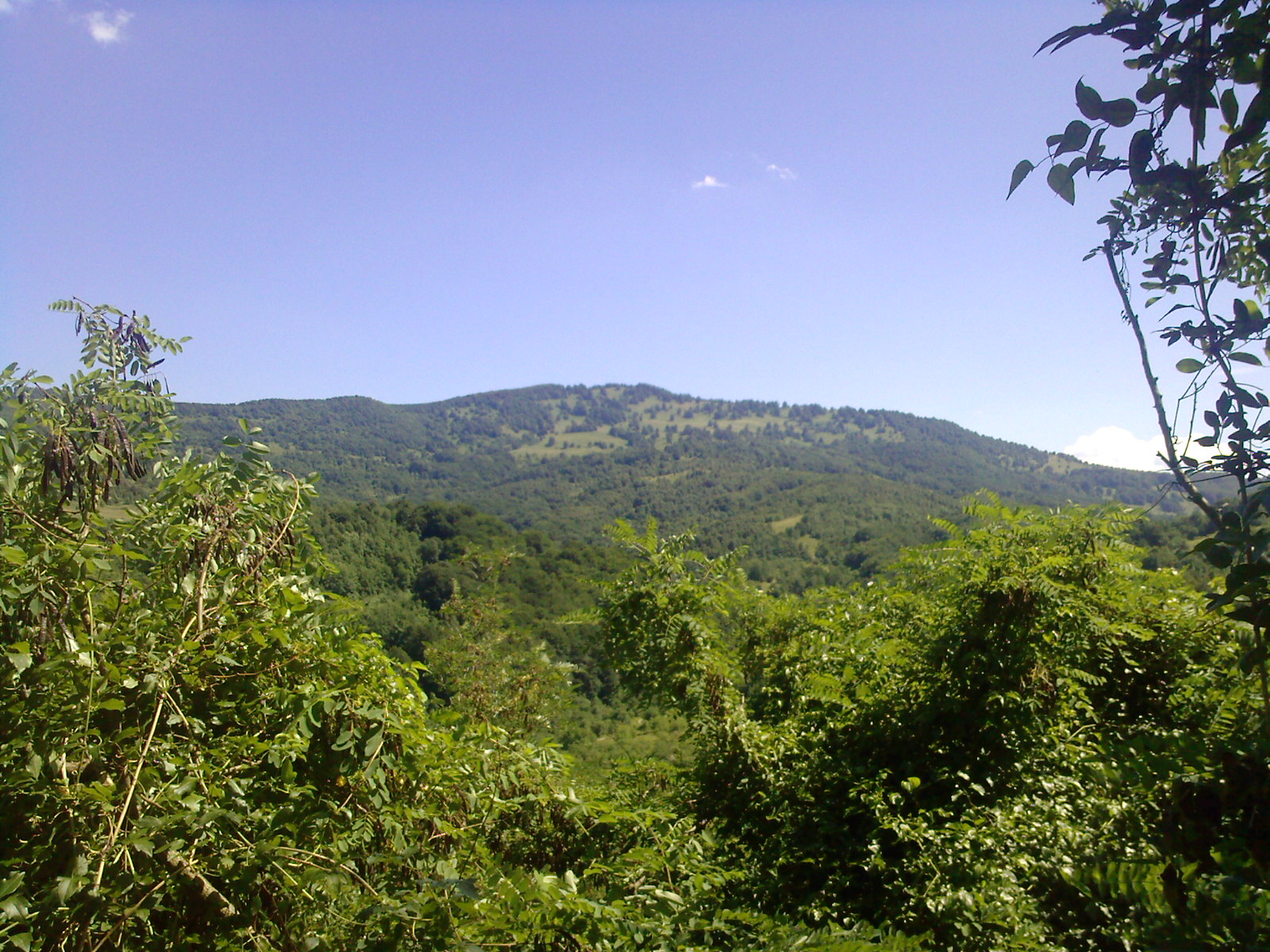
Vârful Măgura Priei, Munții Meseș

Situat în nord-vestul României, la trecerea dintre Carpații Estici și Munții Apuseni, Silvania este cunoscut din vremuri străvechi ca Țara Silvaniei, adică Țara Pădurilor, cu o suprafață de 3850 km2 și având ca limită la nord Munții Făget(Culmea Codrului), la est Râul Lăpuș și Râul Someș, la vest Dealurile Marghitei, sud-vest Munții Plopiș(Muntele Rez/Șes), iar la sud-est Munții Meseș. 
Măgura Șimleului (parte a Dealurilor Marghitei) se ridică deasupra întregii regiuni de pe culmea căreia se pot vedea toți munții înconjurători ai Silvaniei.
Regiunea e străbătută de râurile Barcău, Crasna, Zalău și Sălaj.

## Unități etnografice și de peisaj
- Țara Chioarului/Kővárvidék - teritoriu situat în extremul nord-estic al regiunii, o parte se află în județul Sălaj, o parte în județul Maramureș.
- Țara Codrului - teritoriu limitrof culmei Codrului(Munților Făget)
- Sălaj/Tövishát - teritoriu aflat de o parte și de alta a râului cu același nume, de la Cehu Silvaniei în nord la Zalău în sud.
- Crasna/Kraszna-vidék - teritoriu aflat de o parte și de alta a râului cu același nume, Crasna și Șimleu Silvaniei
- Barcău/Berettyó-mente - teritoriu aflat de o parte și de alta a râului cu același nume, Nușfalău și Suplacu de Barcău sunt cele două centre ale microregiunii.

## Originea numelui
Regiunea mai este cunoscută ca și Țara Bisericilor de lemn. Localitățile Sâncraiu Silvaniei, Sighetu Silvaniei, Cehu Silvaniei, precum și Șimleul Silvaniei își trag denumirea de la această microregiune. De asemenea, este posibil ca regiunea Transilvania să-și tragă denumirea de la Silvania, însemnând practic "țara de dincolo de Silvania" pentru cei care călătoresc dinspre Crișana.

## Repere istorice
Numele său este derivat din cuvântul szil în maghiară "ulm" și al pârâului Sălaj(Szilágy). Conform vechii limbi maghiare, numele de râuri și păduri erau odată alcătuite în cea mai mare parte din nume de copaci cu sufixul gy, de exemplu: numele râurilor Fyzeg (Füzegy), Egreg (Egregy), Zylag (Szilágy) sau numele pădurilor Nyaragh (Nyárágy), Harsag (Hárságy).
Numele său a fost deja menționat într-un act din 1231 ca porțiune care mărginește pădurea Zylag: „tenet metam cum Silva Zylag”. Așa și-a interpretat Ferenc Kazinczy numele în introducerea scrisorilor sale ardelene:
```
„Numele pământului a fost Transilvania până în 1130, apoi Transilvania, căci era dincolo de Szilágyság pentru regii noștri”.
```

Numele de Szilágyság/Silvania în latină este Sylva, adică „pădure”, probabil că de aici Transilvania s-a numit mai târziu Transilvania, zona de dincolo de Silvania/Szilágyság, adică „dincolo de pădure”.
Corneliu Coposu sublinia faptul că 
```
Țara Silvaniei s-a dovedit a fi o scânteietoare frântura de leagăn a națiunii noastre", purtând focul nestins al naționalismului dârz, autohton, izvorât din durerile comprimate ale neamului românesc. (...) în Țara Silvaniei ne-a fost încercată, mai mult decat oriunde, răbdarea. Asuprirea si umilintele ne-au fost acolo ursitoare intunecate din Țara Silvaniei. 
```

Corneliu Coposu avuse ca înaintași linie maternă 7 preoți, iar pe cea paternă 3. Toti acești slujitori ai altarului au militat pentru ridicarea nivelului cultural al românilor din Țara Silvaniei și pentru împlinirea visului de veacuri al românilor, acela de a se uni într-un singur stat.

## Personalități

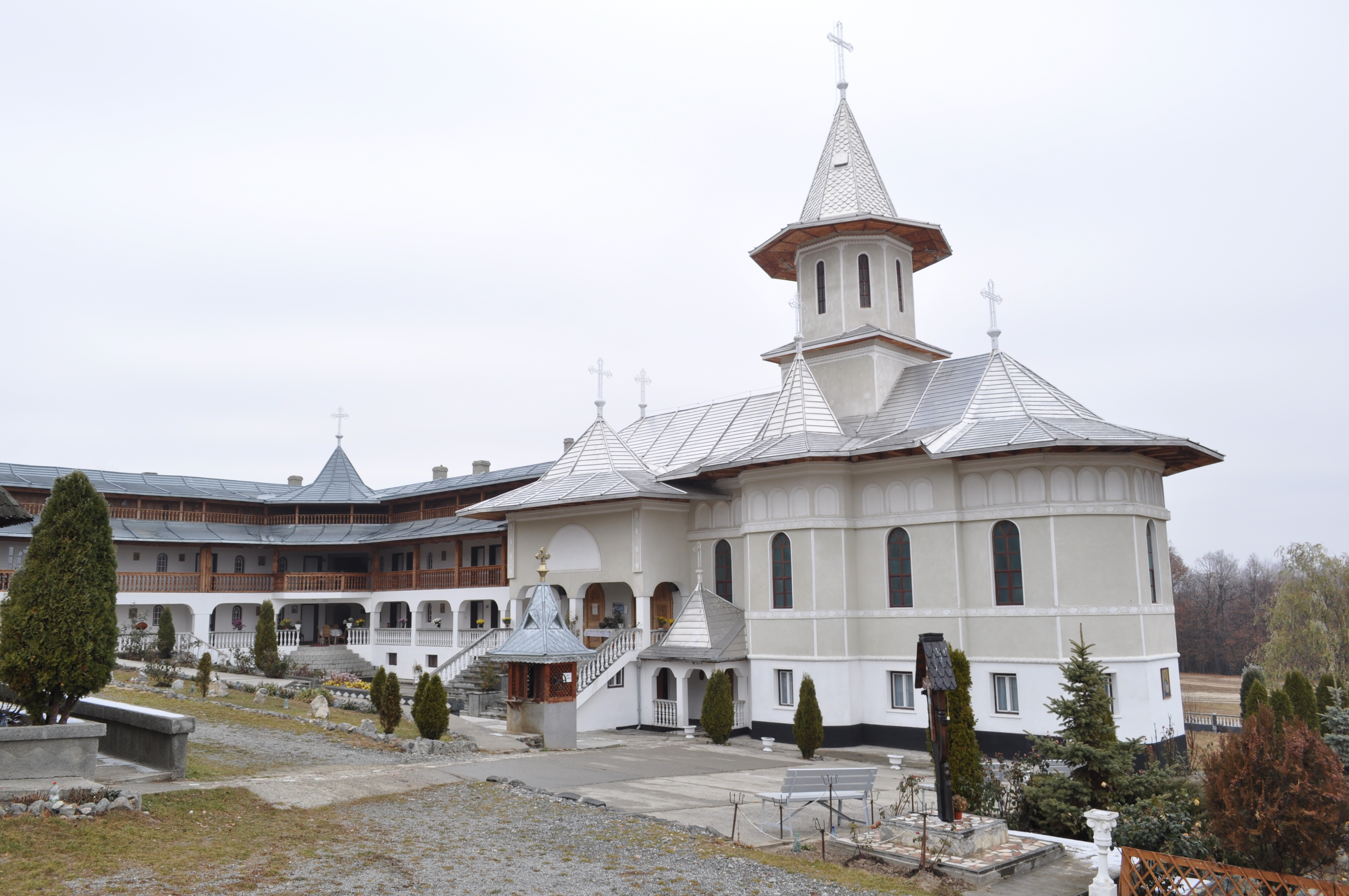
Manastirea Bic

- Corneliu Coposu,
- Simion Bărnuțiu,
- Gheorghe Pop de Băsești,
- Iuliu Maniu